# 田崎真珠株式流出事件
田崎真珠株式流出事件（たさきしんじゅかぶしきりゅうしゅつじけん）は、サハダイヤモンドの所有していた田崎真珠の株式の流出に係る事件。

## 概要
2008年6月7日に東京アウトローズは、サハダイヤモンドが所有する大量の田崎真珠の株式が行方不明になっていると報じる。サハダイヤモンドは2006年より田崎真珠の株式の取得に動き、2007年12月には11%の418万株を所有する筆頭株主となっていた。
6月11日に田崎真珠の株式の大量保有報告書が提出される。提出したのは神商という会社。神商は6月3日に市場外で8億5400万円で400万株を取得で、時価の7割程度だった。この時点で神商はサハダイヤモンドに次ぐ2位株主。これは日本経済新聞にも載ったものの、サハダイヤモンドは田崎真珠の株式を売却していないと主張する。神商が取得した株式はサハダイヤモンドの所持していた株式ならば神商が筆頭株主となるが、サハダイヤモンドが株式を売っていないこととしているためにサハダイヤモンドの筆頭株主が続き、400万株もの田崎真珠の株式が余分に存在していることになった。
サハダイヤモンドは田崎真珠の株式を担保に沖縄振興から8億円の融資を受けていた。田崎真珠の株価が下落したために融資を返済できないため、田崎真珠の株式で代物弁済した。そして田崎真珠の株式が神商に渡った。神商のバックには山口組系の金融マフィアでそれまでの事件に関与が取り沙汰された人物がいた。この事態に創業者で名誉会長であった田崎俊作は防衛策を決断。2008年10月にMBKパートナーズに第三者割当増資を実施し、MBKパートナーズが約半数の株式を所有する筆頭株主にする身売りをする。そして創業者一族は田崎真珠を去った。
2014年に田崎真珠の買収を仕掛けたサハダイヤモンドの会長だった人物は暴力団の組長と資金運用を交わしていたことが発覚して失脚した。